# Erik Karlsson (Örnfot)
Erik Karlsson Örnfot, känd 1362-1390, var riksråd, riddare, hövitsman i Rumlaborgs län, på Öland  och i  Östergötland.
Ätten Örnfot tillhörde sedan gammalt det svenska högfrälset med avsevärda egendomar i Småland, Östergötland och Mälarlandskapen. Motivet på deras vapensköld var ett avhugget rovfågelben med fyra spretande klor och hjälmen var prydd med två uppåtvända rovfågelben.
Han dubbades till riddare, sannolikt vid det stora riddarslaget i Uppsala domkyrka, som följde efter Albrekts "kungaval" vid Mora stenar. Erik Karlsson hade gods i Aska härad, Björkekinds härad, Bråbo härad (i Ströja och i Jursla by, båda i Kvillinge socken), Finspånga läns härad, Söderköpings stad i Östergötland, Stranda härad i Småland, Siende härad i Västmanland, Hakarp i Jönköping, Tveta härad, Vista härad, samt på Öland, där han en tid verkade som hövitsman.
År 1363 dömdes Erik Karlsson, som medlem i upproret mot Magnus Eriksson, tillsammans med några andra stormän, att enligt landslagen bli förlustiga "jord, gods och liv" för att de "gjort försåt att konungen fånga eller döda". Konungen var Magnus Eriksson med sönerna Erik och Håkan. 
Men Erik Karlsson avrättades inte, förmodligen gick han i landsflykt eftersom han senare nämns som att han återvänt till Sverige:
Erik Karlsson var medhjälplig till att Albrekt av Mecklenburg blev svensk kung, varmed han fick återvända och liksom de övriga medlöparna i Sverige, belönades han efter den lyckade kuppen mot Stockholm och östra Sverige, med höga utmärkelser och ämbeten, och 26 juni 1365 nämns Sune Håkansson i Diplomatarium Fennicum: 
| ”         | Konung Albrecht öfverlåter vid Åbo slott 1365, den 26 juni (die b:torum Johannis & Pauli), i närvaro af biskop Thomas af Vexiö, riddarne Johan von Lytzow, Benkt Philipsson och Erik Karlsson samt höfvidsmannen på Viborg Sune Håkansson åt domprosten i Uppsala Birger Gregersson några till kronan förbrutna gods i Sverige. | „ |
| – DF 6586 | |   |

1365 nämns Erik Karlsson som fogde av Stockholm:
| ”               | Riddaren Erik Karlsson (örnfot), fogde på Stockholms slott, kungör att han på kung Albrekts befallning fritagit Lars (Sunesson) från Jälla från det av kungen anbefallda krigståget, varför han förbjuder att någon av fogdarna eller deras officialer eller vem som helst annan vågar besvära eller angripa nämnde Lars. | „ |
| – SDHK-nr: 8937 | |   |

## Fotnoter
1. ↑  Svenskt Diplomatarium nr 13672
2. ↑  I Östergötland 1374. Se Svenskt Diplomatarium nr 10600
3. ↑  Svenskt Diplomatarium nr 12853
4. ↑  Svenskt Diplomatarium nr 13626
5. ↑  ”DF 6586”. Arkiverad från originalet den 17 februari 2020. https://web.archive.org/web/20200217172716/http://df.narc.fi/document/6586. Läst 17 februari 2020.
6. ↑  SDHK-nr: 8937